# Тювенька
Тювенька — река в России, протекает по Грязовецкому району Вологодской области. Устье реки находится в 4 км по правому берегу реки Соть. Длина реки составляет 24 км.
Берёт начало примерно в 8 км от Грязовца, недалеко от д. Данилово Грязовецкого района. Протекает на территории двух сельских поселений Грязовецкого района Вологодской области (Перцевское с/п, Юровское с/п), в том числе через населённые пункты: д. Заречье, д. Желоминино, с. Чернецкое, д. Скородумка, впоследствии уходя в сильно заболоченный лесной массив южнее оз. Никольское, в котором и впадает в Соть.

## Данные водного реестра
По данным государственного водного реестра России относится к Двинско-Печорскому бассейновому округу, водохозяйственный участок реки — Северная Двина от начала реки до впадения реки Вычегда, без рек Юг и Сухона (от истока до Кубенского гидроузла), речной подбассейн реки — Сухона. Речной бассейн реки — Северная Двина.
Код объекта в государственном водном реестре — 03020100312103000006844.